# Rumex insularis
Rumex insularis là một loài thực vật có hoa trong họ Rau răm. Loài này được Czerep. miêu tả khoa học đầu tiên.